# Ancara
Ancara (em turco: Ankara, pronunciado: [ˈaŋkaɾa] (escutarⓘ)) anteriormente conhecida como Ancira e Angora, é a capital da Turquia, localizada na área metropolitana e província homônima, na região da Anatólia Central. O conjunto dos distritos que a malha urbana da cidade ocupa, na totalidade ou parcialmente, (Altındağ, Çankaya, Etimesgut, Gölbaşı, Keçiören, Mamak,  Pursaklar, Sincan e Yenimahalle) tem 3 991 km² e em dezembro de 2021 tinha 4 748 898 habitantes (densidade: 1 189,9 hab./km²). É a segunda maior cidade do país em população, atrás apenas de Istambul.
Ancara foi a sede do Movimento Nacional Turco, liderado por Atatürk desde 1920 e é a capital da República da Turquia desde a sua fundação, em 1923, substituindo Istambul após a queda do Império Otomano. O governo é um empregador importante, mas a cidade é também um relevante centro comercial e industrial, localizado em um eixo rodoviário e ferroviário. O nome da cidade vem da lã de angorá. A área também é conhecida por suas peras, mel e uvas moscatel. Apesar de estar situada em um dos lugares mais secos da Turquia e rodeada principalmente por vegetação de estepe, exceto para as áreas de floresta na periferia do sul, Ancara pode ser considerada uma "cidade verde" em termos de áreas verdes por habitante, que é de 72 m² per capita.
A capital turca é uma cidade muito antiga, com vários sítios arqueológicos hititas, frígios, helenísticos, romanos, bizantinos e otomanos. O centro histórico da cidade é um monte rochoso que sobe a 150 metros sobre a margem esquerda do rio Ancara, um afluente do rio Sacaria. A colina permanece coroada pelas ruínas da antiga cidadela. Ainda há exemplos bem preservados da arquitetura otomana e romana em toda a cidade, sendo o mais notável sendo o Monumento de Ancira, construído entre os anos 34 a.C. e 20 d.C.

## Etimologia
A cidade foi fundada pelos hititas c. 1200, que lhe chamaram Ankuwash. A partir do século IV a.C. os Gregos chamaram-lhe Ancira (em grego: Áγκυρα; romaniz.: Ankyra), que significa "âncora", um nome também usado pelos romanos e bizantinos. Mais tarde, foi conhecida na Europa durante séculos como Angorá,[carece de fontes?] Ângora  ou Angora. Em turco foi também conhecida como Engürü.

## História

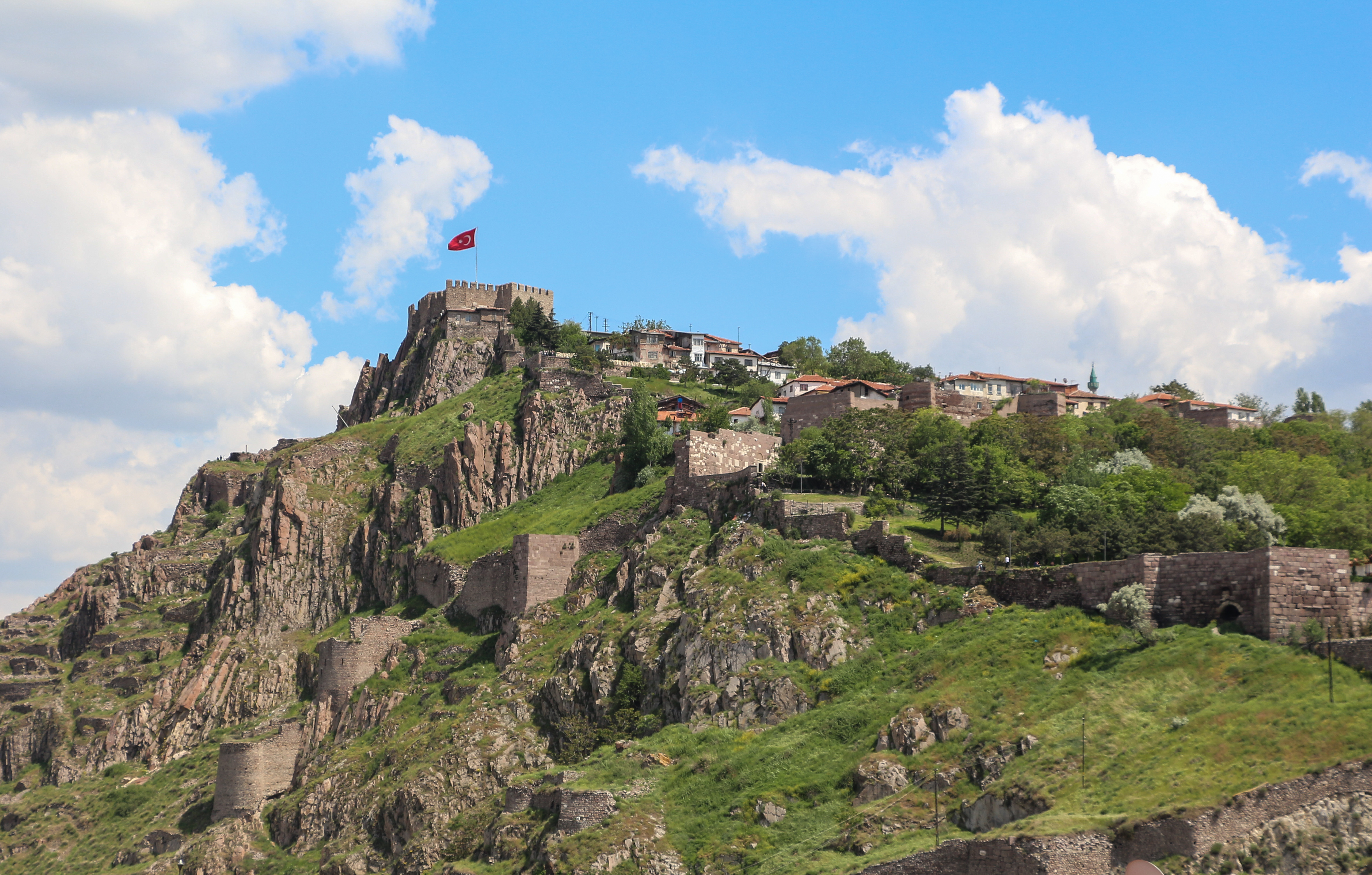
Cidadela de Ancara, originalmente construída entre os séculos VII e IX pelos bizantinos

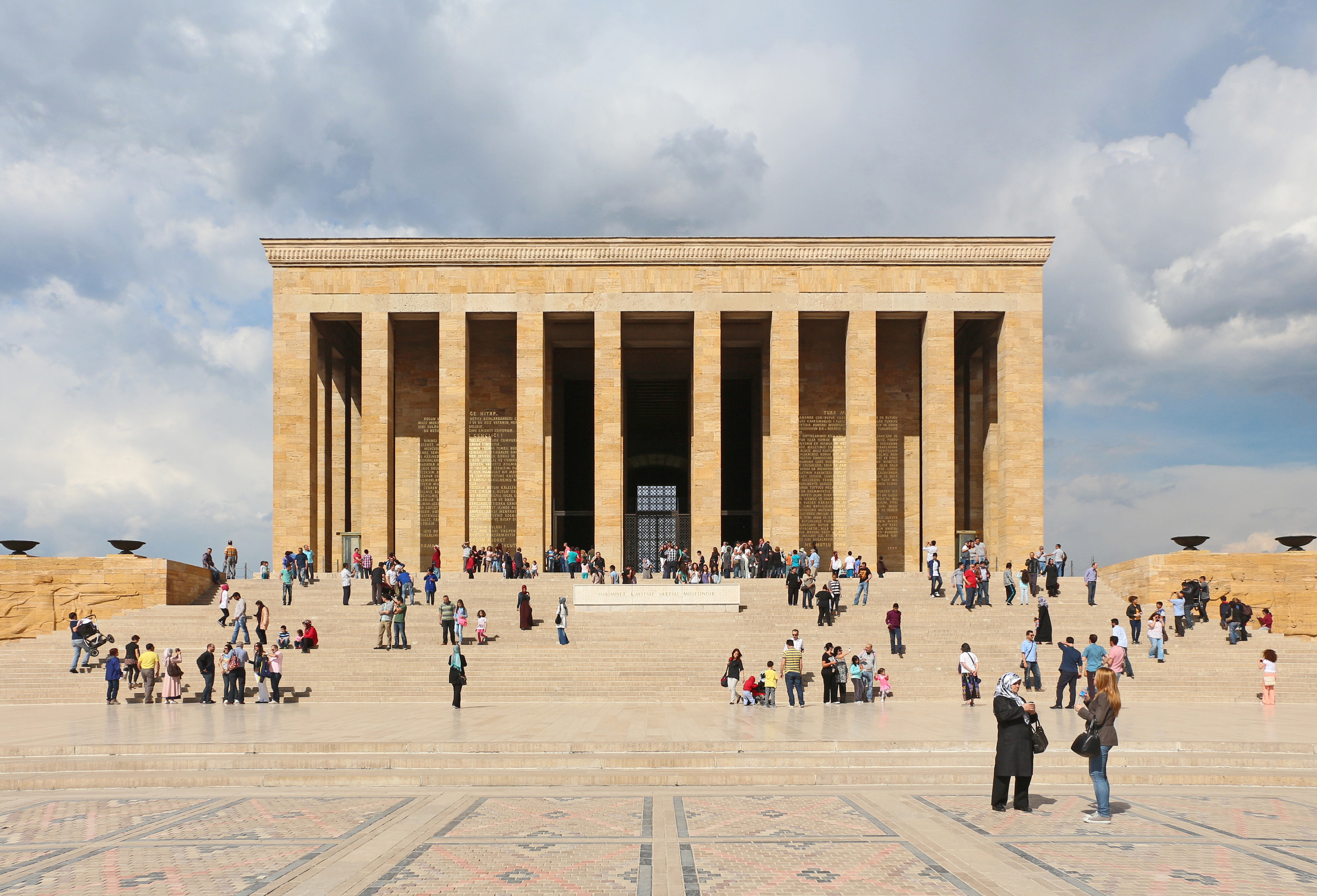
Anıtkabir, o mausoléu de Mustafa Kemal Atatürk

A história da cidade remonta à Idade do Bronze e ao surgimento da civilização hatita. Cerca de 2 000 a.C. chegaram na região os hititas, depois seriam os frígios, os lídios e os persas, os gregos, comandados por Alexandre, o Grande, que conquistou a cidade em 333 a.C. vindo de Górdio, ficando lá por um tempo.
O geógrafo Pausânias, valendo-se da mitologia grega, afirmou que uma cidade frígia com o nome de Ancira foi fundada por Midas, filho de Górdio. O nome da cidade teria vindo de uma âncora (Ancyra) que Midas encontrou no lugar e que ainda existia no santuário de Zeus no século II d.C. Na cidade também existia uma fonte (fonte de Midas), cuja água o rei teria misturado com vinho para capturar Sileno, seguidor de Dioniso.
No século III a.C., os gálatas, um povo celta, após invadirem a Grécia, atravessarem o mar e serem expulsos da costa pelo Reino de Pérgamo, estabeleceram sua capital em Ancara. Os gálatas se dividiam em três tribos; os trocmos ficaram com Ancara, os tolistóbogos em Távia e os tectósagos em Pessino. Ancara e Pessino foram posteriormente conquistadas por Pérgamo. Em 189 a.C., os romanos capturaram Ancara, e a Galácia foi dividida em quatro tetrarquias, tornando-se a capital da província de Galácia na época de Augusto. Posteriormente, tornou-se uma importante localidade bizantina.[carece de fontes?] Em 1073 foi conquistada pelo sultão seljúcida Alparslano. Orcano I, o segundo bei (líder) otomano, conquistou a cidade em 1356.
No momento da fundação da República da Turquia, Ancara não era mais do que uma pequena povoação que não superava os 15 000 habitantes. Apesar disso, foi designada como capital, enquanto Istambul se encontrava ocupada pelos aliados entre 1919 e 1922. Após o fim da Guerra de independência turca (13 de outubro de 1923), Ancara continuou sendo a capital por desejo expresso do fundador da República Turca, Mustafá Kemal Atatürk, que chefiou as operações contra a ocupação dos aliados na mesma cidade, evitando deste modo a excessiva vulnerabilidade geoestratégica da cidade de Istambul.

## Geografia
Localizada nas coordenadas geográficas 39º 52 ‘30" Norte e 32º 50’ Leste, Ancara foi construída sobre uma colina escarpada e rochosa, que possui 176 metros de altura sobre a margem esquerda do Enguri Su, afluente do rio Sacaria (Sangário).

### Clima
A cidade localiza-se em uma das regiões mais secas da Turquia, rodeada por uma vegetação de estepe, devido ao solo e ocasiões de extremo clima continental semiárido com invernos muito frios, com abundantes precipitações em forma de neve e verões muito secos e quentes. O período das chuvas acontece durante toda a primavera e outono.
| Dados climatológicos para Ancara                                    | Dados climatológicos para Ancara | Dados climatológicos para Ancara | Dados climatológicos para Ancara | Dados climatológicos para Ancara | Dados climatológicos para Ancara | Dados climatológicos para Ancara | Dados climatológicos para Ancara | Dados climatológicos para Ancara | Dados climatológicos para Ancara | Dados climatológicos para Ancara | Dados climatológicos para Ancara | Dados climatológicos para Ancara | Dados climatológicos para Ancara |
| Mês                                                                 | Jan                              | Fev                              | Mar                              | Abr                              | Mai                              | Jun                              | Jul                              | Ago                              | Set                              | Out                              | Nov                              | Dez                              | Ano                              |
| ------------------------------------------------------------------- | -------------------------------- | -------------------------------- | -------------------------------- | -------------------------------- | -------------------------------- | -------------------------------- | -------------------------------- | -------------------------------- | -------------------------------- | -------------------------------- | -------------------------------- | -------------------------------- | -------------------------------- |
| Temperatura máxima recorde (°C)                                     | 11,1                             | 17,7                             | 27,2                             | 27,7                             | 31,1                             | 38,8                             | 37,2                             | 42,2                             | 33,3                             | 30,0                             | 21,1                             | 17,2                             | 42,2                             |
| Temperatura máxima média (°C)                                       | 1,6                              | 4,4                              | 10,0                             | 15,5                             | 20,0                             | 24,4                             | 27,7                             | 28,3                             | 24,4                             | 18,3                             | 10,5                             | 4,4                              | 16,1                             |
| Temperatura mínima média (°C)                                       | −6,6                             | −5,0                             | −1,6                             | 3,3                              | 6,6                              | 9,4                              | 12,7                             | 12,7                             | 8,3                              | 3,8                              | −1,1                             | −3,3                             | 3,3                              |
| Temperatura mínima recorde (°C)                                     | −31,1                            | −31,1                            | −27,2                            | −7,2                             | −6,1                             | 0,5                              | 3,8                              | 3,8                              | −2,2                             | −8,8                             | −12,2                            | −17,2                            | −31,1                            |
| Precipitação (mm)                                                   | 40                               | 31                               | 36                               | 51                               | 52                               | 39                               | 17                               | 15                               | 18                               | 32                               | 36                               | 48                               | 417                              |
| Dias com chuva                                                      | 8                                | 8                                | 11                               | 17                               | 17                               | 13                               | 7                                | 5                                | 5                                | 10                               | 11                               | 10                               | 122                              |
| Fonte: Serviço Meteorológico do Estado Turco (DMI), WeatherBase.com |                                  |                                  |                                  |                                  |                                  |                                  |                                  |                                  |                                  |                                  |                                  |                                  |                                  |

## Demografia

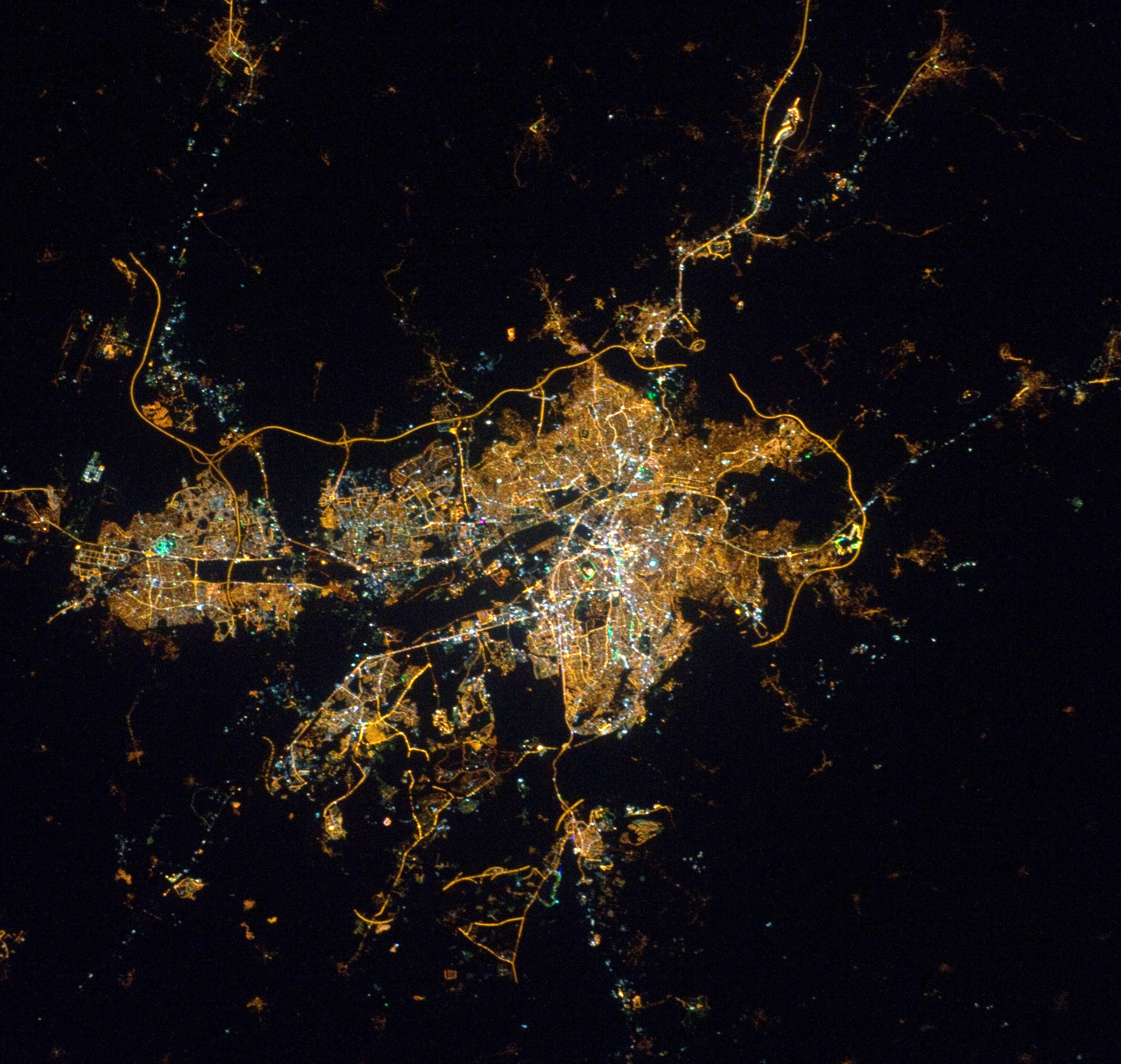
Imagem de satélite da região metropolitana de Ancara à noite

Segundo estatísticas oficiais, a área metropolitana de Ancara tinha, em 2012, 4 630 735 habitantes (2 306 980 homens e 2 323 755 mulheres).
| 1927      | 1950      | 1955      | 1960      | 1965      | 1970      |
| 75 000    | 287 000   | 453 000   | 646 000   | 906 000   | 1 209 000 |
|           | 282,7%    | 57,8%     | 42,6%     | 40,2%     | 33,4%     |
| 1985      | 1990      | 2000      | 2007      | 2009      | 2012      |
| 2 251 533 | 2 583 963 | 3 203 362 | 3 763 591 | 4 513 921 | 4 630 735 |
| 86,2%     | 14,8%     | 24%       | 17,5%     | 19,9%     | 2,6%      |

## Governo e política

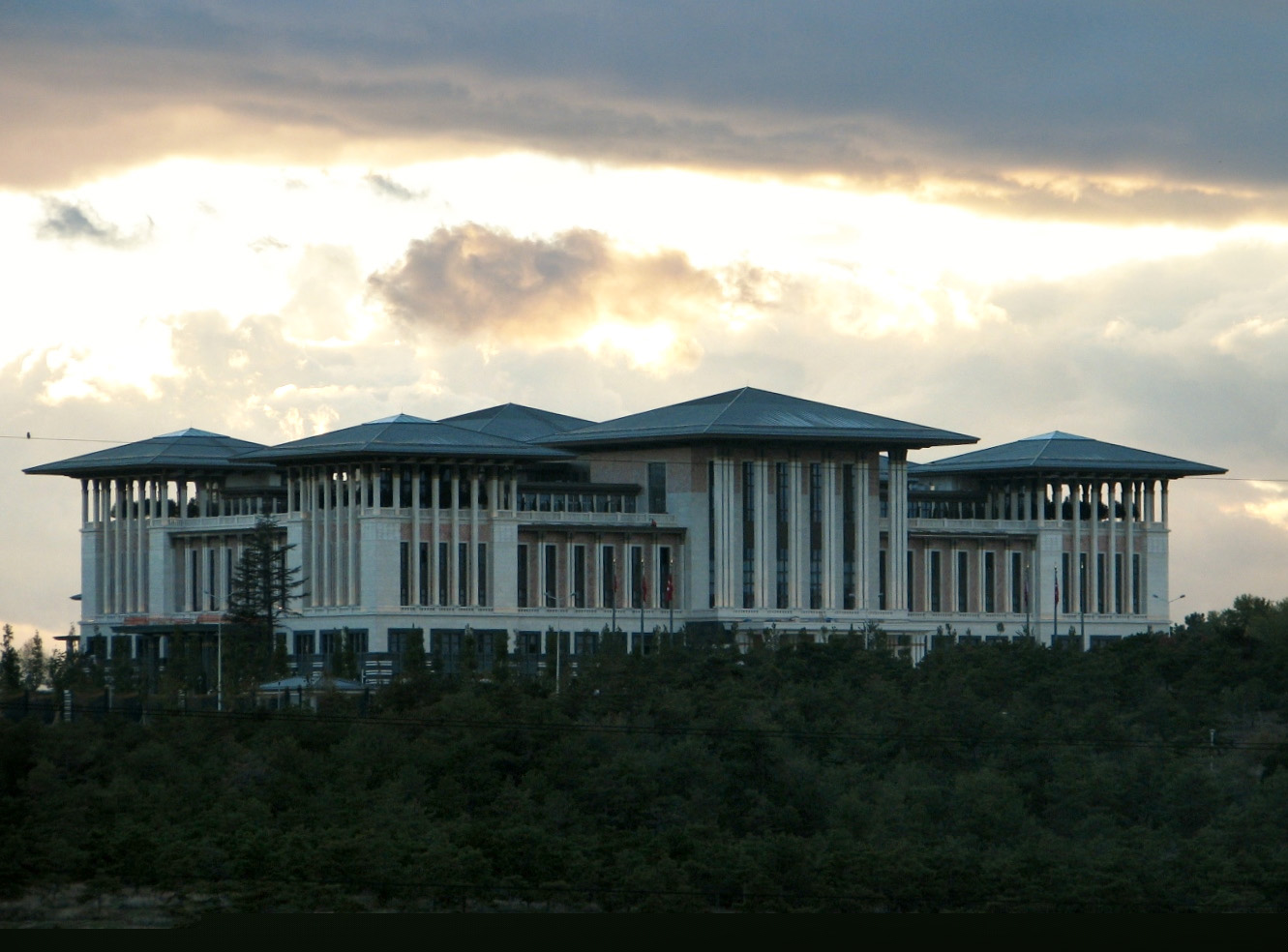
Ak Saray, o palácio presidencial da República da Turquia

Ancara é um campo de batalha político triplo entre o conservador Partido da Justiça e Desenvolvimento (AKP), o oposicionista e kemalista de centro-esquerda Partido Republicano do Povo (CHP) e o nacionalista e de extrema-direita Partido de Ação Nacionalista (MHP). A província de Ancara é dividida em 25 distritos. O reduto político fundamental e quase único do CHP em Ancara encontra-se dentro da área central de Çankaya, que é o distrito mais populoso da cidade. Enquanto o CHP sempre ganhou entre 60% a 70% dos votos em Çankaya, desde 2002, o apoio político em outros lugares da cidade é mínimo. A elevada população dentro de Çankaya, bem como em Yenimahalle, tem permitido ao CHP tomar o segundo lugar na classificação geral por trás do AKP em ambas as eleições locais e gerais, com o MHP em terceiro lugar, apesar do fato de que o MHP é politicamente mais forte do que o CHP em quase todos os outros distritos. No geral, o AKP goza de maior apoio por toda a cidade. O eleitorado de Ancara, assim, tende a votar a favor da direita política, muito mais do que em outras grandes cidades turcas mais liberais, como Istambul e Esmirna. Em retrospecto, os protestos na Turquia em 2013 contra o governo do AKP foram particularmente fortes em Ancara, sendo fatal em várias ocasiões.
Melih Gökçek tem sido o prefeito metropolitano de Ancara desde 1994, como um político do Partido do Bem-Estar. Mais tarde, ele se juntou ao Partido da Virtude e, em seguida, ao AKP. Inicialmente eleito nas eleições locais de 1994, ele foi reeleito em 1999, 2004 e 2009. Na eleição local de 2014, Gökçek foi eleito para um quinto mandato. O candidato a prefeito metropolitano do MHP para as eleições locais de 2009, o político conservador Mansur Yavas, manteve-se como o candidato do CHP contra Gökçek. Em uma eleição muito controversa, Gökçek foi declarado vencedor por apenas 1% de votos à frente do Yavas em meio a alegações de fraude eleitoral sistemática. Com o Conselho Supremo Eleitoral e os tribunais rejeitaram apelos de Yavas, ele declarou a intenção de tomar as irregularidades ao Tribunal Europeu dos Direitos Humanos. Embora Gökçek foi tenha tomado posse, a maioria dos observadores eleitorais acreditam que Yavas foi o vencedor da eleição.

### Cidades irmãs
- Asgabade (Turquemenistão)
- Banguecoque (Tailândia)
- Bacu (Azerbaijão)
- Bisqueque (Quirguistão)
- Brasília (Brasil)
- Bucareste (Romênia)
- Kuala Lumpur (Malásia)
- Duxambé (Tajiquistão)
- Escópia (Macedônia do Norte)
- Hanói (Vietnã)
- Islamabade (Paquistão)
- Kiev (Ucrânia)
- Kuwait (Kuwait)
- Londres (Reino Unido)
- Manama (Barém)
- Minsque (Bielorrússia)
- Moscou (Rússia)
- Nicósia (Chipre do Norte)
- Astana (Cazaquistão)
- Pequim (China)
- Pristina (Cossovo)
- Quixinau (Moldávia)
- São Domingos (República Dominicana)
- Saraievo (Bósnia e Herzegovina)
- Seul (Coreia do Sul)
- Sófia (Bulgária)
- Tasquente (Usbequistão)[31]
- Tiblíssi (Geórgia)
- Tirana (Albânia)
- Ufá (Rússia)
- Washington, D.C. (Estados Unidos)

## Economia

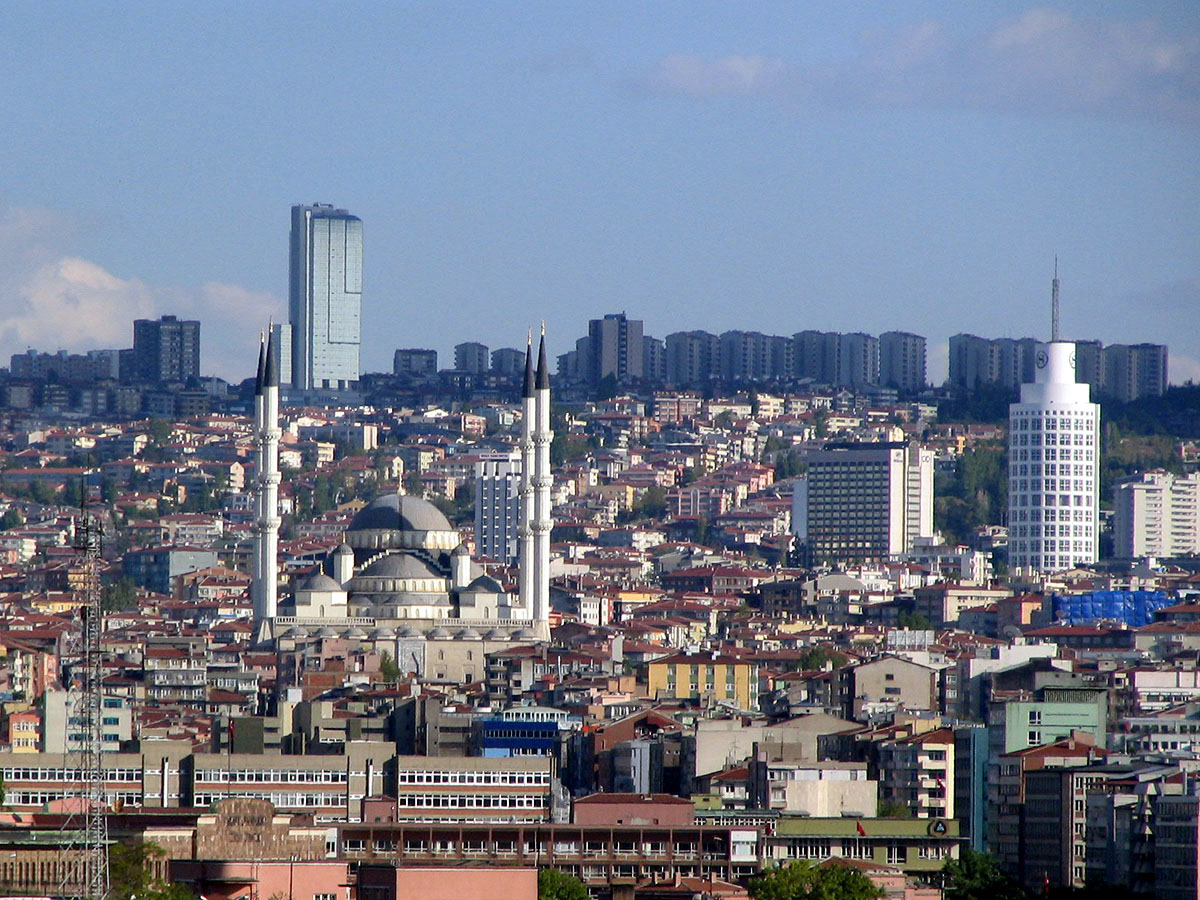
Vista do centro financeiro da cidade

É uma importante cidade comercial, industrial e cultural e se está a desenvolver muito ultimamente. Também serve como centro de comércio para a zona agrícola que a rodeia. Antes de tornar-se capital do país, a cidade era famosa pela lã das suas cabras (lã de angorá, antigo nome da cidade).
A cidade tem exportado mohair (cabra angorá) e lã de angorá (do coelho angorá) internacionalmente por séculos. No século XIX, a cidade também exportou quantidades substanciais de goma, cera, mel, frutos e raízes. Ela estava ligada a Constantinopla através de uma ferrovia antes da Primeira Guerra Mundial, continuando a exportar mohair, lã, bagas e grãos.
Ancara é o centro de empresas turcas estatais e privadas das áreas de defesa e do setor aeroespacial, como a Turkish Aerospace Industries, a FNSS, a Nurol Makina, e várias outras. As exportações para países estrangeiros destas indústrias têm vindo a aumentar nas últimas décadas. O IDEF em Ancara é uma das maiores exposições internacionais da indústria mundial de armas. Várias empresas automotivas globais também têm instalações de produção em Ankara, como ônibus e a fabricante de caminhões alemã MAN SE. A cidade também hospeda a Zona Industrial OSTIM, o maior parque industrial da Turquia.

## Infraestrutura

### Transportes

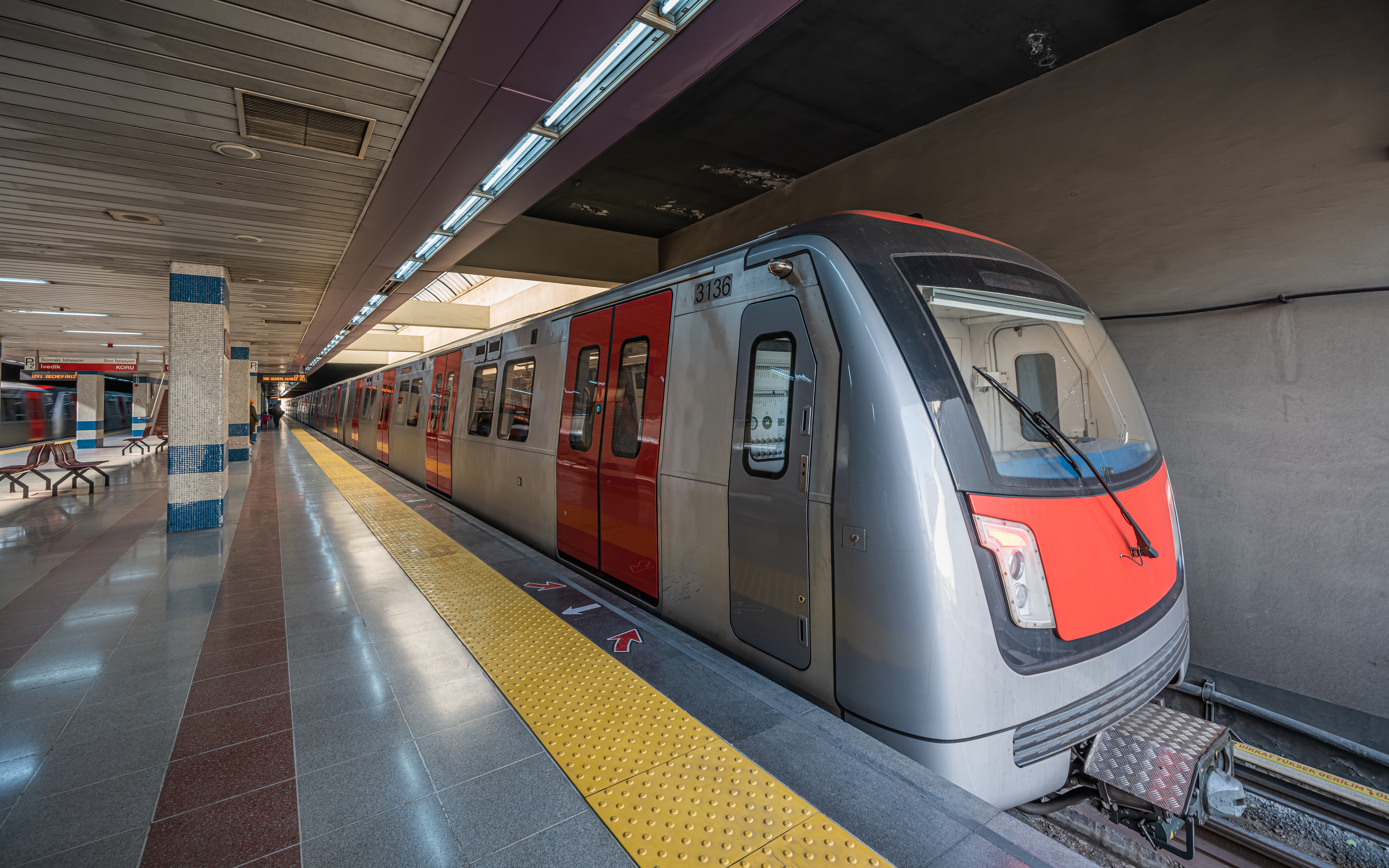
Metrô de Ancara

A EGO Genel Müdürlüğü (Direção Geral de Autocarros de Eletricidade e Gás) opera o Metrô de Ancara e outras formas de transporte público. Ancara está atualmente servida por um comboio suburbano chamado Ankaray (A1) e três linhas de metrô (M1, M2, M3) com cerca de 300 mil viajantes diários, enquanto uma linha de metrô adicional (M4) está em construção. Um teleférico de 3,2 km de comprimento e quatro estações liga o distrito de Şentepe a estação de metro Yenimahalle.
A Estação Central de Ancara é um importante polo ferroviário da Turquia. A Turkish State Railways opera o serviço de trem de passageiros a partir de Ancara para outras grandes cidades, como Istambul, Esquixequir, Balequessir, Cutáquia, Izmir, Caiseri, Adana, Carse, Elaze, Malátia, Diarbaquir, Carabuque, Zonguldaque e Sivas. Trens urbanos também correm entre as estações de Sinjane e Caias. Em 13 de março de 2009, o novo Yüksek Hızlı Tren (YHT), um serviço ferroviário de alta velocidade começou a funcionar entre Ancara e Esquixequir. Em 23 de agosto de 2011, uma outra linha de alta velocidade YHT começou seu serviço comercial entre Ancara e Cônia. Em 25 de Julho de 2014, a linha de alta velocidade Ankara-Istambul de YHT também entrou em operação.
O Terminal Interurbano de Ancara também é uma parte importante da rede de ônibus, que abrange todos os bairros da cidade. O nome do Terminal Rodoviário de Ancara é conhecido como Terminal Rodoviário AŞTİ, este nome vem de (Cooperativa de Gestão de Operadores de Ônibus e Terminais de Ônibus de Ancara). A estação rodoviária está localizada no distrito de Yenimahalle, o maior distrito de Ancara. É possível chegar a 81 províncias da Turquia a partir do Terminal Rodoviário de Ancara por meio de serviços de ônibus.
O Aeroporto Internacional de Ancara Esenboğa é o principal da cidade. O aeroporto, cuja construção teve início em 1951, entrou em serviço em 1955. O aeroporto, composto por voos domésticos e internacionais, terminal de aviação geral e terminal de carga, está localizado no distrito de Akyurt, em Ancara.

### Universidades
Ancara é um importante polo de ensino superior. A lista a seguir contém algumas das principais universidades:
| - Universidade Atılım - Universidade Bilkent - Universidade de Ancara |  | - Universidade Çankaya - Universidade Técnica do Oriente Médio |